# Manteln

Illustration av jordens inre med manteln i grönt. 3. (ljusare grön) visar övre manteln. 4.(mörkare grön) visar undre manteln. A. är Mohorovičić-diskontinuiteten.

Manteln finns i jordens och andra stenplaneters inre, mellan kärnan och jordskorpan. Manteln sträcker sig från 10–70 km djup till 2 900 km. Manteln kan smälta bergarter (magma) som vid vulkanutbrott kan tränga upp som lava.
Manteln består av järn- och magnesiumrika silikatbergarter. Silikater är föreningar av kisel och syre.
Jordens mantel utgör hela 84% av jordens volym. Dess yttersta del utgör tillsammans med jordskorpan litosfären. Gränsen mellan jordskorpan och manteln utgörs av Mohorovičić-diskontinuiteten, ofta kallad Moho.
Under litosfären finns astenosfären (80-200 km ned till cirka 700 km) som kännetecknas av så hög temperatur att den närmar sig bergarternas smältpunkt. Dessa är därför delvis smälta och plastiska (mjuka). Det radioaktiva sönderfallet i massan är starkare på vissa ställen och där sker smältningen. Detta bildar i sin tur kraftiga, långsamma virvelrörelser (s.k. konvektionsströmmar), och dessa förflyttar sakta delar av litosfären, som är uppsprucken i stora s.k. litosfärplattor. Litosfärplattorna är stela och glider ovanpå nästa lager. Det förefaller som om dessa berggrundsplattor skulle flyta på sitt underlag som isflak flyter på vattnet. När sedan spänningen i manteln inte kan hållas längre utlöses en jordbävning.
Övre manteln utgörs av astenosfären och den del av litosfären som inte tillhör jordskorpan. Temperaturen här sträcker sig från 200°C närmast jordskorpan till 900°C närmast nedre manteln.
Nedre manteln (historiskt kallad mesosfären vilket inte ska förväxlas med det atmosfäriska lagret med samma namn) har en ännu högre temperatur (1 600 - 2 300°C), men då även trycket är högre så är den inte plastisk. Nedre manteln omsluter jordens kärna, och med hjälp av konvektionsströmmar lämnas värme till den övre.